# 見えざる神
見えざる神（みえざるかみ・英：Invisible God）はテーブルトークRPGルーンクエストの背景世界『グローランサ』に登場する架空の神性。

## 概要
ユダヤ教、あるいはキリスト教のテトラグラマトンに相当する世界の創造者とされるが、ゲーム中では他の神性のような人格をもった神ではなく物理法則、自然法則の象徴として扱われ、ルール上も信者には神性魔術（Divine Magic）ではなく魔道（Sorcery）を提供する。
その教えはマルキオン教と呼ばれ、初代の預言者マルキオン（Malkion）による肉体の慰めにその起源をもち、次のフレストル（Hrestol）の魂の喜びによってほぼ現在の形にまとめられたと考えられている。その主な信仰はジェナーテラ西部に限定されるものの、ブリソス出身の英雄アーカットによる第一期のナイサロール/グバージ殺害、ロスカルムの英雄スノーダル王子によるS.T.1499（作中の暦法。太陽暦：Solar Time）に引き起こされた『シンディック封鎖』事件などグローランサの歴史の多くにその影響が残るとされる。

## 教派と教義

### マルキオンの教理
マルキオン教と見えざる神の教えは古代ブリソスの預言者マルキオンにまでその起源をさかのぼる。ブリソス人は死を恐れるあまり、カーストに従うことによって不老であり続けるという伝統に固執して、本来その恩恵が見えざる神の教えにあることを忘れ去っていた。
形式主義に堕したブリソスの民は古代の大崩壊と復興のなか、マルキオンの原点回帰運動を拒絶し、彼とその信者を追放した。マルキオンの教えは『肉体の慰め』と言われる。
肉体の慰め
一説にはマルキオンの教えは唯『汝のカーストに従って生きよ。そうすれば永遠に生きるだろう』というものだったとされる。字面だけを捉えればこれはブリソス古来からの不老の教えとなにも変わらないように見えるため、ブリソスの民には受け入れられなかった。キリスト教における十戒、あるいは旧約のような位置づけにあると考えられる。
魂の喜び
マルキオンから数世紀の後、彼の子孫フレストルがマルキオンの啓示を受ける。従来のマルキオンの教えは結局形式主義から脱却できておらず、魂の成長には有害になっていると悟ったフレストルは『形式的な正しさよりも、神は正義に忠実な行動を嘉し給う』と言う『魂の喜び』の教えを広めた。肉体の慰めの教えに対し、新約のような位置づけにある。

### マルキオンの諸教派
マルキオン教を分類する際のキーワードは3つある。マルキオン派の諸文化は貴族階級を頂点に、聖職者階級、騎士/兵士階級、農夫階級の4つのカーストを持つが、カースト間の変動が認められているか、他の神性の存在を認めるか、そして魔道呪文《切開》を許すか、である。《切開》は能力値を攻撃する強力な呪文で正統なマルキオン諸派では禁呪とされている。
ブリソス派
ブリソス、アロラニート地方の支配思想。マルキオン教の原型となった。ルール上はマルキオン教として扱われるが、グローランサ神学上厳密には無神論。タラール（支配者/貴族）、ザブール（聖職者/魔道士）、ホーラル（官憲/兵士）、ドロナー（労働者/農奴）という独特のカーストを持ち、ザブール階級以外、一切の魔法を使わないことに特徴がある。カーストの変動は一切認めず、他宗の宣教師はおろか旅行者さえも認めようとはしないきわめて閉鎖的な社会規範をもつ。ブリソス人は教義に忠実である限り不老不死であると言われている。《切開》を一切禁止しない。
ロカール派
正統派。ブリソス派のモデルをユダヤ教と考えた場合のキリスト教（カトリック）に相当。カーストの変動を認めず、他宗の存在も否定。《切開》は禁止される。ブリソスから追放された預言者マルキオンの入寂の地、マルキオン教宗主国を自認するセシュネラ王国の国教。現在のロカール派の潮流は魂の喜びの教えより、肉体の慰めに重きを置いた原点回帰運動の中にあると考えられる。
第二期に全盛を誇った悪名高き神知者たちの中部海洋帝国（ジルステラ海洋帝国、単にジルステラ帝国とも）は、セシュネラ王国によるジルステラ入植地からはじまった。
フレストル派
ロカール派から分派した新教に相当するマルキオン正統派。王位、貴族位を世襲とせず、すべての信徒は農夫階級に生まれ、自らの能力と行動規範によって騎士、聖職者、貴族へとカーストを上っていくことを奨められている。他宗の存在は否定。《切開》禁止。フロネラ地方に冠たるロスカルム王国の国教であり、同国はすべての為政者がより下のカーストでの経験をもち、領民の心理を理解する成功した理想郷、グローランサ有数の強国とされる。
アーカット派
混沌神グバージ殺害の英雄アーカットに起源を持つ。後にアーカットがゾラーク・ゾラーンに入信したことから暗黒異端派とも呼ばれ、他宗との共存が認められる。一部トロウルにも信仰される。一般にはカースト変動不可、《切開》禁止。
カルマニア正教会
ルナー帝国カルマニア領の支配思想。歴史的にはロスカルムの流れを汲むがシンディック封鎖によって本国や周辺諸地域と隔絶する中、独特の発展を遂げた。一般にはカースト変動不可、《切開》不可。カルマニア異端派とも呼ばれ、積極的に土着の神々の信仰を取り入れている。
ボリスト異端派
《切開》を禁止するマルキオンの白い法服に身を包みながら、混沌の生物に対する《切開》は許されると考える。彼らの姿は《切開》による混沌のエッセンスの摂取で薄気味の悪い化け物に変わりつつある、とまことしやかに噂される。
ガルヴォスト異端派
ボリスト派に似ているが非マルキオン教徒への《切開》を認める異端。ボリスト派よりさらに数が少ない。

## 魔道とザブール
大魔道士ザブール(Zzabur)はマルキオンと同じくらい古く、同じくらい魔道社会にとって重要な偉人である。彼は世界の法則を論理と意志によって制御する技術を発明し、これを魔道と名付けた。
彼は、世界の法則と力には人格など無く、観察と研究によってこれを解き明かし、制御するのみだと考えていたので、見えざる神の御心に従うことを求めたマルキオンとは反目していた。マルキオン教の神話では、彼はマルキオンが一番助力を必要としていたときにこれを裏切り、死に至らしめたという。
ザブールはその後も強大な魔力と謎めいた行動で世界を変え続けた。西方の魔導士達は、大暗黒を終わらせ「曙」をもたらしたのは、ザブールが異教徒達と協力して練り上げた魔道呪文によるものだと述べる。一方、マルキオン教徒達は「復活したマルキオンのもたらした最後の啓示がザブールを改心させたのだ」と信じている。第二期の末期には全世界の海に、外洋に出た船を破壊したり陸地に押し戻したりする「大閉鎖」と呼ばれる呪いがかけられたが、これも彼の仕業ではないかと噂されている。ジェナーテラ大陸の西の海に浮かぶ「ブリソス島」は、彼によって守護されていたが「大閉鎖」と時を同じくして島ごと忽然と消え去ってしまった。
現在の魔道の達人はその多くが聖職者階級に属し、その魔力を教会や社会のために役立てている。だがザブールの定めた道を行く無神論者の魔道士達もまた存在する。
ゲーム的には、魔道呪文は(ゲームシステムにより違うが)習得に膨大な時間がかかる等の特性があるため、誰もが魔術を使いうるグローランサにおいて魔道士の人物像は「よくある架空のファンタジー世界に出てくる魔法使い」といったイメージに一番近くなりがちとなる。

## 他宗派との関係
正統なマルキオン教は彼らの信仰する『見えざる神』が物体を構成する《物質》と霊体を構成する《霊質》の相互作用の法則を定め、世界は流転する物質、霊質の循環作用によって理解、説明可能であると考えている。非マルキオン教徒の信じる夷神はその特定の現象の擬人化に対する誤った信仰であるとされ、『偽りの神』と呼ばれる。以下は第三版のサプリメント、“グローランサの神々”の一分冊、“グローランサ神名録”にも挙げられる偽りの神である。
イーヒルム
太陽信仰の蛮人が信仰する『偽りの神』。かつて失われた太陽を作り直す方法を見つけた偉大な魔道士だったが、その力を自分だけのものにしようとしたため、作り出した太陽を制御できず逆に太陽に取り込まれてしまった。
ウォーラス
嵐信仰の蛮族が崇拝する『偽りの神』。気象の力を解明し、自在にできるすべを見つけたが、やはり自らの力を過信してその身を滅ぼした。
フムクト
死の秘密を解明するために多数の恐ろしい実験を繰り返した狂気の魔道士。

## 備考
スノーダル王子とロスカルムはグレッグ・スタフォードによる最初期のグローランサ作品に由来し、その国教たるマルキオン教はグローランサの多様な文化形成にかかわるギミックとして重要な位置づけにある。